# Petite Italie de Montréal
La Petite-Italie de Montréal (en italien : Piccola Italia) est un quartier de la ville où plusieurs vagues d'immigrants italiens se sont installés peu de temps après leur arrivée au Canada au début du XIXe siècle ainsi qu'après la Seconde Guerre mondiale. Au XXIe siècle, si peu d'Italo-Montréalais résident dans le quartier, la Petite-Italie demeure le cœur de la communauté italienne de Montréal et des environs. D'ailleurs, le quartier compte plusieurs commerces à vocation italienne, dont des cafés, des épiceries, des restaurants, des pâtisseries….

## Les origines de la Petite-Italie

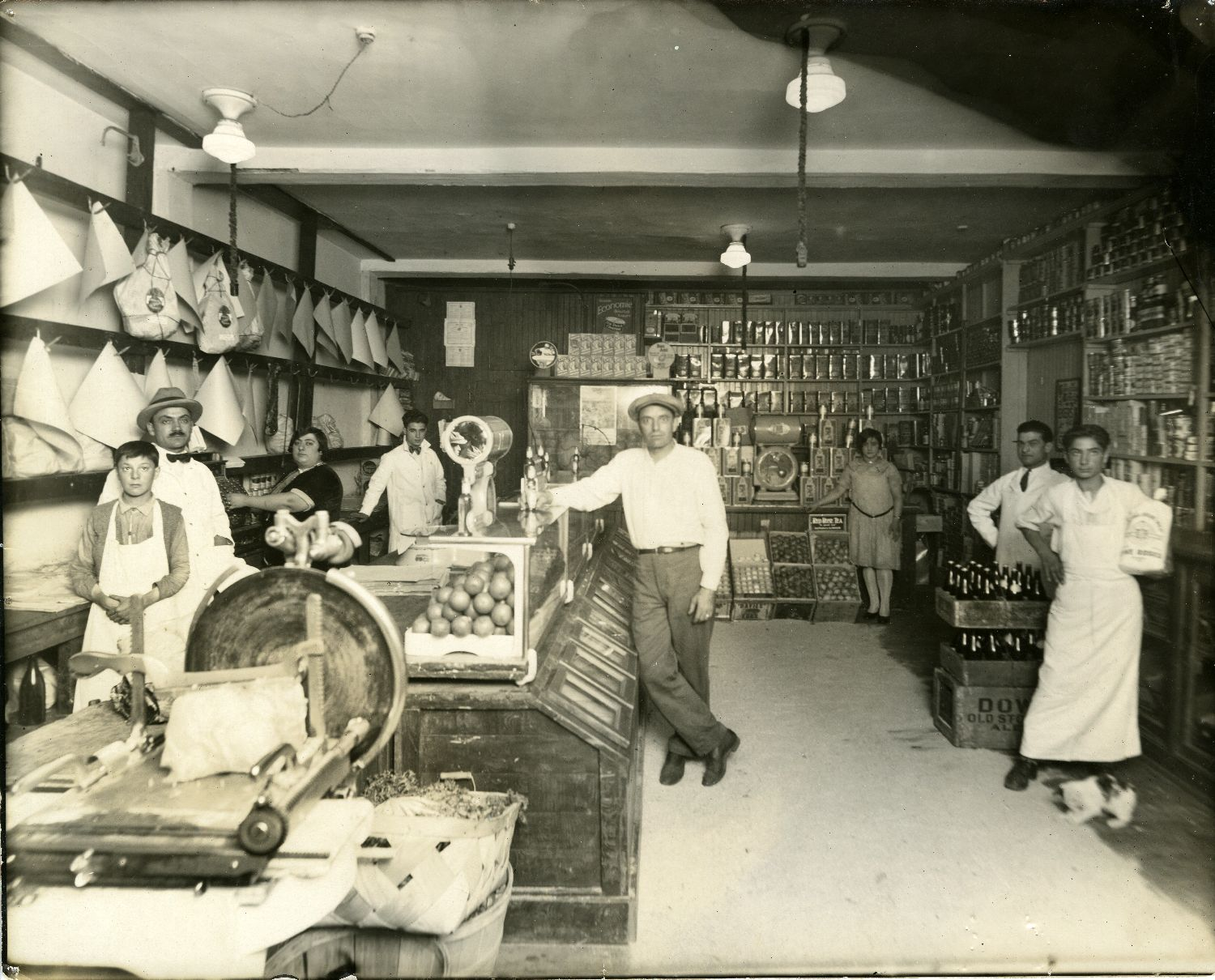
L'intérieur d'une épicerie de la Petite Italie, sur la rue Dante, 1910

Le développement culturel de la Petite-Italie est étroitement lié à l’histoire de l’établissement de la communauté italienne au Québec.
La présence italienne en sol québécois remonte au XVIIe siècle. À cette époque, il s’agit principalement de commerçants, d’artisans ou de soldats originaires du Nord de l’Italie qui se joignent au régiment de Carignan. 
À la fin du XIXe siècle, alors que les conditions politiques et économiques sont instables en Italie, plusieurs hommes du sud de la péninsule quittent leur terre natale pour le Canada. Ces immigrants, en majorité des temporaires, sont engagés afin de travailler sur les chemins de fer ainsi que dans les mines et les camps de bûcherons. À l’époque, ces derniers s’établissent principalement dans des quartiers situés au bord du fleuve Saint-Laurent. 
Cependant, l’immigration évolue rapidement. Vers 1880, des ouvriers viennent désormais s’établir de façon permanente à Montréal, ce qui entraîne également la venue de femmes et d’enfants. La population italo-montréalaise commence à se déplacer vers le nord de la ville, alors peu urbanisée. 
Précisément, les Italos-Montréalais s’installent dans les environs de l’ancienne gare du Mile-end, située sur le boulevard Saint-Laurent près de la rue Bernard. La migration vers le nord de Montréal par la population italienne s’étend jusqu’à la rue Isabeau (l'actuelle rue Jean-Talon). 
Ce déplacement est stimulé d’une part par les terrains et les logements à prix modiques ainsi que par la création de nombreux emplois occasionnée par la présence du chemin de fer et des industries. D’autre part, cette zone peu urbanisée étant principalement constituée de champs permet aux Italiens de cultiver leur propre potager avec des produits du terroir italiens qui sont difficiles voire impossibles à dénicher dans les épiceries. Les Italo-Québécois se font une réputation de créer de beaux jardin potagers à l’arrière des logements: d’où la désignation des « cours arriérés » dans la tradition orale montréalaise (référence nécessaire …).

## Vingtième siècle
Le tournant du XXe siècle à Montréal est caractérisé par l'arrivée de la communauté italienne dans le secteur que l'on connaît aujourd'hui sous le nom de « Petite-Italie ». Les nombreux immigrants sont attirés par le développement du réseau ferroviaire et les nombreuses carrières, qui créent un bassin d'emplois important.
En 1910, la présence d’immigrants italiens est tellement forte dans ce secteur de la ville que la paroisse catholique de Notre-Dame-de-la-Défense est fondée à la demande de la communauté en 1910. En 1919, l'église, du même nom que la paroisse, au coin des rues Dante et Henri-Julien commence à être construite.
Dans les années 1930, malgré la crise économique, le quartier est en pleine effervescence. Ces années sont marquées par la construction du marché Jean-Talon, de la Casa d’Italia, des édifices Shamrock ainsi que l’ouverture de plusieurs commerces italiens et de cinémas.
À la fin de la Seconde Guerre mondiale, entre 1946 et 1960, plus de 100 000 Italiens arrivent au Québec. Arrivés grâce à un programme de parrainage, ces nouveaux arrivants viennent rejoindre leurs parents déjà établis à Montréal, principalement au nord de la ville près du boulevard Saint-Laurent.C’est à cette époque que les commerces italiens décuplent dans ce secteur. Les cafés, restaurants, épiceries, boutiques à vocation italienne se multiplient sur le boulevard Saint-Laurent et sur ses rues transversales ainsi qu’à proximité du marché Jean-Talon donnant ainsi naissance à la Petite-Italie. Ce sont durant ces années qu’est fondé l’hôpital Jean-Talon par un trio de médecins italo-québécois.
Dans la décennie des années 1950, la communauté italienne est en pleine expansion dans le quartier. Cependant, dès le début de la décennie suivante, on assiste à un départ des Italo-Montréalais vers Saint-Léonard, Rivière-des-Prairies, Saint-Michel, Ville La Salle et Laval.
Cet exode, combiné à une forte augmentation du prix des loyers, plonge la Petite-Italie dans des années difficiles. Bien que de nouvelles communautés s’y installent, tel que la communauté haïtienne et latino-américaine, et le taux d’inoccupation des locaux commerciaux demeure élevé. La Petite-Italie perd graduellement son italianité et elle vit un important ralentissement économique. De 1981 à 1991, la population italienne passera de 1205 ressortissants à 635.

## Revitalisation du quartier
Au début de la décennie des années 1990, la Ville de Montréal entreprend de remédier à la situation. Afin de revitaliser le secteur, la Ville accorde finalement au quartier le nom officiel de Petite-Italie. En 1997, le secteur compte 48 locaux commerciaux vacants sur les 267 que compte le secteur. Ceci représente 18 % de l’offre commerciale présente sur le territoire compris entre les rues Clark, Drolet, Saint-Zotique et Jean-Talon.
En 1998, le parc Martel, situé à l’angle du boulevard Saint-Laurent et de la rue Saint-Zotique, est renommé Parc de la Petite-Italie et d’importants travaux publics y sont réalisés pour raviver l’essence italienne du quartier.
Malgré tous ces efforts, le ralentissement économique que vit la Petite-Italie se poursuit.
Dans le but de revitaliser certains noyaux commerciaux de l’île de Montréal, la Ville choisit sept secteurs en 1997 pour faire partie du Plan d’Opération Commerce. Ces différents secteurs sont sélectionnés grâce à la démonstration de volonté de changement et la prise en charge de leur développement par leur communauté des gens d’affaires.
En 1996, l’Association pour la promotion de la Petite-Italie de Montréal (APPI) est constituée par divers commerçants du quartier. La même année, l’APPI lance un grand projet de revitalisation du secteur. L’objectif fut de créer une expérience culturelle dans la Petite-Italie afin d’y attirer une clientèle fidèle et ensuite d’y attirer de nouveaux commerces.

### Le Plan d'Opération Commerce: consolidation de l'identité italienne
La première étape du Plan d'Opération Commerce fut le diagnostic du secteur, qui fut effectué en septembre 1997. Le document fait état des constats concernant l’identification de la clientèle, l’activité commerciale, le stationnement et la circulation, l’aménagement et l’architecture, l’image et l’identité et l’organisation du milieu.
Pour évaluer l’image et l’identité du secteur, le Comité de revitalisation a recueilli des données auprès de la clientèle et par des visites de terrain. Cela permit de faire ressortir plusieurs constats importants, notamment que la population avait une opinion favorable du service à la clientèle de la part des commerçants, mais que les clients percevaient de manière négative l’apparence des vitrines, des enseignes, des façades et de l’éclairage des commerces. De plus, 58 % de la clientèle sondée croyait que la Petite-Italie devrait disposer d’un aménagement extérieur lui permettant de se distinguer des autres secteurs commerciaux.
Le Comité de revitalisation écrit dans son Diagnostic : « On retrouve aussi plusieurs points de repère qui participent au caractère distinctif de la Petite-Italie (Église Notre-Dame-de-la-Défense, Milano, rue Date et autres). Toutefois, les limites, les portes d’entrée et la localisation exacte de la Petite-Italie demeurent très confuses pour les consommateurs ». Le comité considère que cette faiblesse, si elle bien gérée, pourrait contribuer à renforcer l’identité du quartier et être transformée en opportunité.

La deuxième étape du Plan d’Opération Commerce était de doter le secteur d'un plan d’action à partir des constats ressortis à travers le diagnostic. Afin de réfléchir aux nombreux enjeux et au bout du compte trouver des solutions, l’APPI créa un Comité en collaboration avec le Centre de revitalisation des quartiers (CIRQ) et la Ville de Montréal.
La vision élaborée à l’époque par le Comité de revitalisation se voulait simple, communicable et inspirante : « Le quartier du savoir-faire, des traditions et du charme à l’italienne ». Le quartier peut donc agir à titre d’ambassadeur des compétences italiennes.
Pour son livre Le long de la Main cosmopolite, l’autrice Marie-Laure Poulot réalisa une entrevue avec une conseillère aux affaires interculturelles de la Ville de Montréal. Cette dernière souligne que :
La politique du maire Bourque à cet égard était extrêmement fonctionnelle et ça a très bien marché. Ça a marché pour le Quartier chinois et pour tous les quartiers minoritaires. Le risque, c’était de faire des ghettos ethniques, mais ça ne s’est pas avéré parce qu’en réalité les magasins sont peut-être restés la propriété de commerçants italiens, mais toute la population est devenue extrêmement hétérogène.

#### L'origine des arches et demi-voiles de la Petite-Italie
Dans le cadre de la deuxième étape du Plan d'Opération Commerce, l’un des projets émanant du Plan d’action est d’aménager les entrées et les sorties du secteur. L’objectif de multiplier les interventions vise à renforcer l’identité du secteur au cours des trois années suivant le dépôt du Plan d’action. Finalement, le projet permettrait de répondre à l’enjeu de renforcer l’identité et la vocation du secteur de la Petite-Italie.
Alfredo Napolitano, président de l’APPI et propriétaire du restaurant Casa Napoli, mandate Sergio Porcari, vice-président de la bijouterie Oritalia, de contacter Pierlucio Pellissier pour lui faire part du projet. M. Pellissier est un architecte spécialisé dans la conservation et la restauration d’œuvres d’art et du patrimoine architectural. Il est également spécialiste dans l’application d’innovations technologiques dans le domaine de l’architecture. En plus d’être un enseignant émérite du Cégep Saint-Laurent, il est reconnu pour la restauration de nombreux bâtiments patrimoniaux d’envergure, tant en Italie qu’au Québec. M. Pellissier, établi à Montréal depuis 1977, connaît M. Porcari, puisque tous deux font partie de l’Association des Piémontais.
L’architecte se voit confier le mandat de l’aménagement du quartier. Dans le cadre de ce mandat, M. Pellissier doit identifier le périmètre et les circuits prioritaires du quartier, proposer un logo et soumettre une proposition d’aménagement pour le boulevard Saint-Laurent, le marché Jean-Talon et le Parc de la Petite-Italie. Il est primordial que le tout souligne le caractère particulier du quartier, c’est-à-dire son héritage italien. Pierlucio Pellissier dut travailler rapidement pour que ses propositions soient soumises à la Ville de Montréal.

## Identification des limites de la Petite-Italie
L’établissement de la population italienne dans le quartier que l’on connait aujourd’hui s’est fait par plusieurs phases d’immigration. Dans le passé, le périmètre de la Petite-Italie était plus étendu. Au début des années 1910, un premier noyau de population italienne apparaît dans les limites des secteurs Mile-End et Marconi-Alexandra (connu aujourd’hui sous le nom du Mile-Ex), une zone industrielle ayant accueilli la main-d’œuvre italienne. Le Mile-End est un quartier situé au nord de la voie ferrée du Canadien Pacific Railway, entre les rues Saint-Laurent et Saint-Denis. Les immigrants italiens s’y installent afin de devenir propriétaires, de cultiver leur jardin et d’améliorer leur qualité de vie : « A steady stream of Italians moved into the area from the older and less well-situated settlements in the south of the city » (Boissevain, 1970).

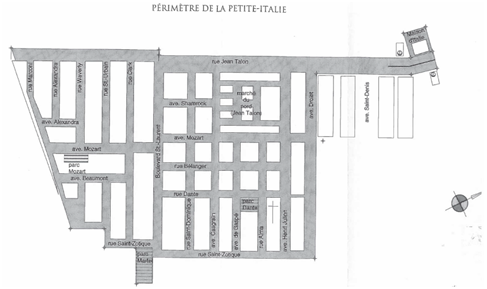
Identification du périmètre en 1997

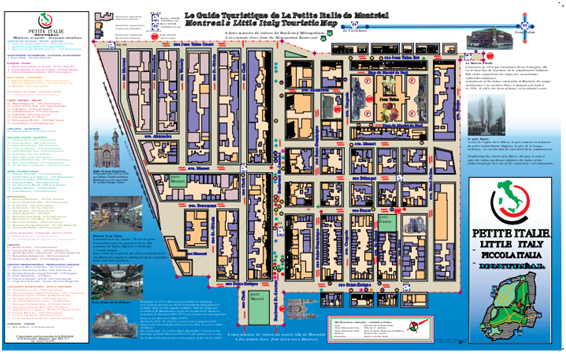
Première carte de promotion touristique, 1997

C’est à cette époque et dans ces nouvelles habitations italiennes du Mile-End que l’on voit apparaître une nouvelle pratique qui consiste à louer le logement au-dessus du sien pour avoir une source de revenus supplémentaire. Cette pratique se retrouvera à Saint-Léonard 50 ans plus tard. Après la Deuxième Guerre mondiale, de nouveaux quartiers italiens apparaissent car, attirés par la campagne, les Italiens se déplacent vers le nord-est de l’île. Le Mile-End montre encore aujourd’hui certains signes du passage de la communauté italienne, notamment par le parc de bocce (rue Mozart) et les multiples potagers urbains. De plus, la Casa d’Italia, déjà le centre culturel et récréatif de la communauté avant ses travaux de réaménagement, était incluse dans le périmètre. Vers la fin de la décennie des années 1950 et au début de celle des années 1960, la population italienne dans la métropole québécoise constitue le premier groupe ethnique après les Canadiens d’origine française ou britannique.
Par la suite prend place un déclin de la population italienne au Canada et dans la Petite-Italie, et ce, année après année. Cela concorde avec les nouvelles politiques du gouvernement fédéral en matière d’immigration à la fin de la décennie des années 1960. Celles-ci préconisent une immigration universelle et réduisent par le fait même le parrainage des familles auprès de leurs proches restés outremer.
Enfin, les limites identifiées en 1997, comparées à celles actuelles, démontrent la prospective du changement démographique en cours dans le secteur. Le rapetissement de la zone est aujourd’hui redéfini par le taux d’occupation des commerces italiens, et cela ne tient pas compte de l’histoire du secteur. Selon l’APPI, en 1997 le périmètre du quartier comprenait le quadrilatère délimité par les rues Saint-Zotique Jean-Talon, Drolet et la voie ferrée.

## Création du logo de la Petite-Italie

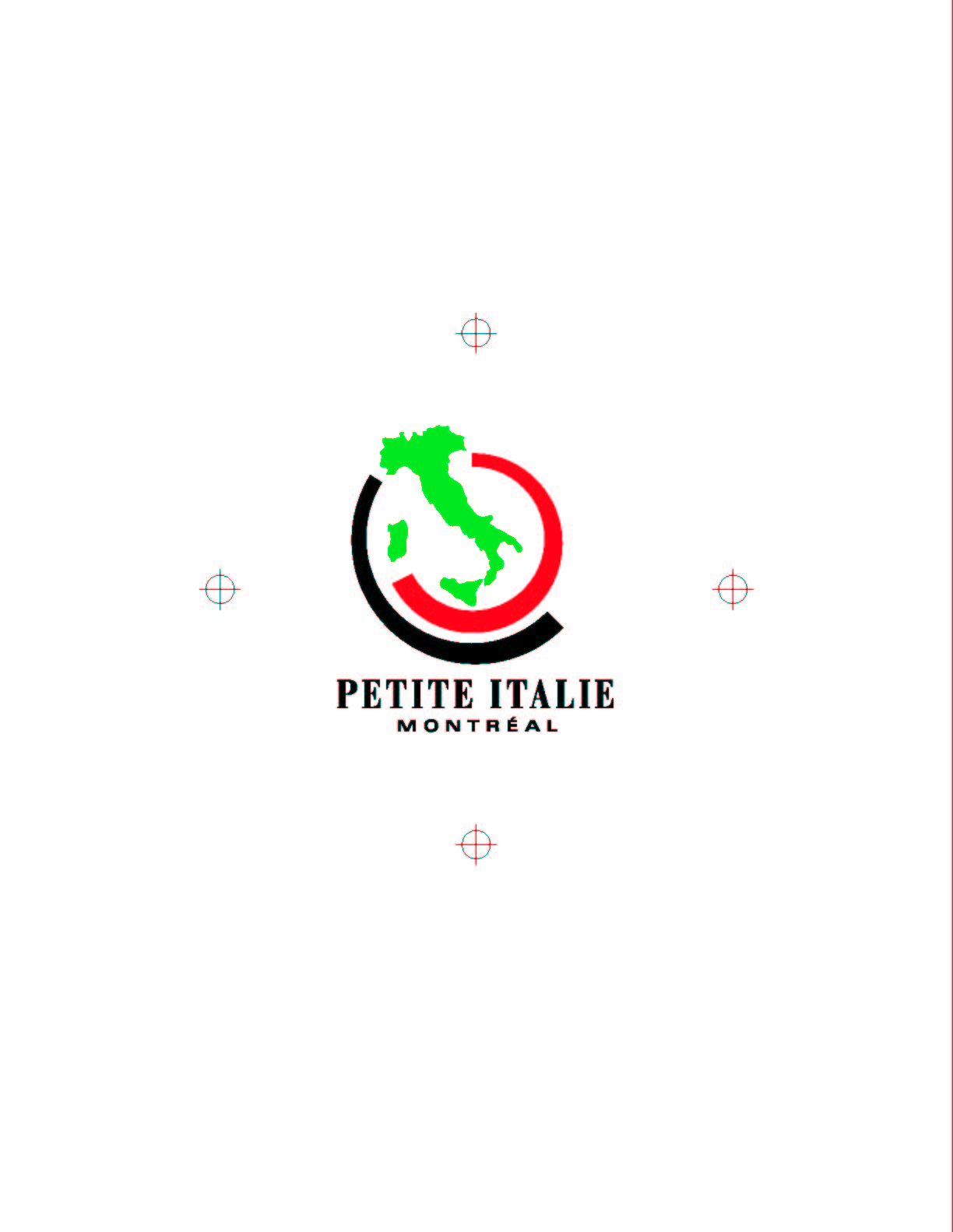
Le premier logo de la Petite-Italie, créé par Lagoa Inc.

Le premier défi que M. Pellissier relève est de créer une identité visuelle au quartier. Dans le cadre du projet de revitalisation, l’architecte aura à développer une image qui apportera une identité au territoire. Dans la déclinaison du logo conçu par l’architecte, on y retrouve la rosace, symbole de la Ville de Montréal, avec les couleurs de l’Italie.

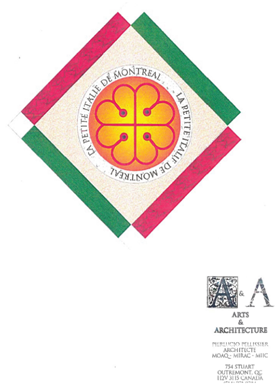
Proposition de logo par Pierlucio Pellissier, 1997

L’Association, qui cherchait une image plus distinctive et stylée, n’est pas convaincue de la force du logo. Un concours public est donc organisé et il est publié dans le journal local. Le comité des commerçants sélectionna le logo gagnant et un prix de 500 $ fut remporté par une graphiste de la compagnie Lagoa Design Inc, située 6800 rue Clark.
Ce logo a été choisi en raison de la force et la simplicité de son image. L’identité italienne est au centre du concept. Elle est représentée par l’image de la botte d’Italie et les couleurs du drapeau national. Les deux courbes représentent le mouvement migratoire de la population italienne dans le monde. Le texte, qui à l’origine devait être en italien - Piccola Italia - a subi un changement : le comité des commerçants a décidé d’inscrire le texte « Petite Italie » en français pour souligner la spécificité de cette communauté italienne qui a migré au Québec et s’est intégrée dans une nouvelle culture francophone.
Pour ces raisons, ce logo deviendra l’image de marque officielle du quartier et il sera celui qui se trouvera affiché dans toutes les installations faisant partie du plan de revitalisation du quartier.

## Histoire du Parc de la Petite-Italie

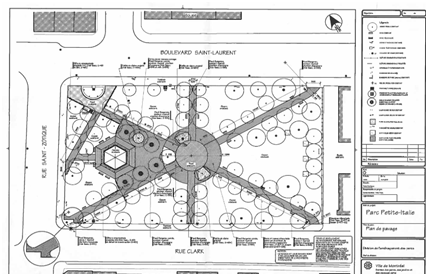
Cartographie du Parc Petite-Italie après les rénovations

C'est en 1909 que le conseiller municipal Joseph Martel vend son terrain à la Ville avec la seule condition que cette dernière y aménage un parc. Par la suite, en 1914, la Ville décida d’acquérir des terrains adjacents dans le but d’agrandir l'espace et de créer officiellement le parc Martel, sur la demande pressante des citoyens de la paroisse de Saint-Jean-de-la-Croix. Bien que sa forme rappelle les squares typiquement victoriens d'autrefois avec les arbres matures et les sentiers de travers, ce  parc  d'ornement rappelle également l'ambiance, la tradition et le charme à  l'italienne du  quartier.
À la suite de la demande de l’APPI en 1998, ce parc ornemental fait l’objet d’un  réaménagement  important. Les travaux d’aménagement consistent à remettre à leur état d’origine les neuf sentiers, y ajouter de l’éclairage, y construire un kiosque couvert et ajouter du mobilier urbain. L’architecte-paysagiste sélectionné pour la réalisation du projet fut Carlos Martinez, déjà employé par la Ville. Afin de tenir des événements culturels extérieurs, la partie centrale du parc devait être pavée et munie d’équipements électriques. D'abord connu sous le nom de parc Martel, cet espace public prend, en 1998, le nom de Parc de la Petite Italie.

## Histoire des Demi-Voiles
En ce qui concerne l’aménagement des arches, la proposition originale soumise par M. Pellissier et l’Association était de concevoir des Termini (termes) romains et de les installer aux extrémités du quartier afin de délimiter le territoire. L’architecte préconise ce type d’aménagement puisque « cela se voulait une référence directe aux statues placées aux limites des champs et représentant des dieux sylvestres qui agissaient comme protecteurs de la communauté et garantissaient la prospérité des surfaces comprises dans leur empreinte. »
Selon la proposition initiale, la communauté d’affaires de la Petite-Italie opte pour un affichage spécifiquement italien. Les membres de la communauté italienne présents lors des réunions préliminaires avaient proposé des statues de Pinocchio, de Dante, ou encore de Giulio Cesare ou Verdi surplombant les arches, mais aussi des statues représentant des sujets contemporains et modernes, comme celle d’une cafetière italienne. L’association pour la promotion de la Petite-Italie souhaitait surtout marquer les limites du quartier.
Dès la première rencontrer, le projet est accepté tel quel par le Maire de Montréal de l’époque, M. Pierre Bourque. Cependant, l’idée des termes est rejetée par la suite par l’équipe des fonctionnaires responsables du projet.
Finalement, à la suite de nombreuses rencontres entre l’Association, l’architecte et les représentants de la Ville, la décision finale fut de créer 14 demi-voiles délimitant le périmètre de la Petite-Italie, s’ajoutant aux deux grandes portes d’entrée le boulevard Saint-Laurent.

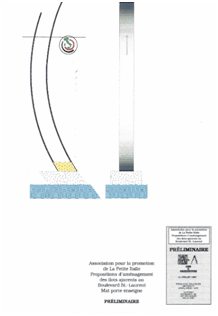
Essai graphique de la demi-voile.

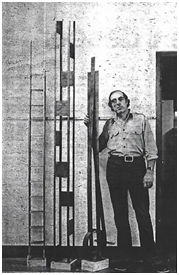
Aurelio Sandonato pose lors de la remise de prix Arts Figuratifs en 1978.

Ces sculptures ont été conçues par Aurelio Sandonato, un artiste d’origine italienne (1931-2012) qui, en 1951, s’installe à Montréal et entreprend des études à l’École des beaux-arts de Montréal dès 1956. Pendant plus de 30 ans, il enseigna les arts plastiques au cégep de Saint-Laurent. Parmi les œuvres qu’il a réalisées et étant installées dans l’espace public, on trouve Sculpture murale (c.1982), une imposante composition d’éléments en terre cuite intégrée à la station de métro Du Collège. La production artistique de Sandonato fait état de ses préoccupations architecturales où la relation qu’entretiennent l’œuvre, le spectateur et le lieu est au cœur du propos.
Dans son œuvre, Aurelio Sandonato réduit la peinture et la sculpture à l'essentiel de l'abstraction géométrique en suivant les paradigmes du mouvement d’art minimaliste.
La géométrie domine sous toutes ses forment dans une spatialité épurée tant au niveau picturale que sculpturale et elle sert à véhiculer des idéaux esthétiques. Sa démarche artistique en sculpture se base sur l'analyse et l'évolution des formes géométriques. Par un calcul mathématique, la forme et l'architecture se relient dans un même équilibre avec une valeur plastique et esthétique. D'un concept, d'une idée naît l'objet. Il fait une utilisation variée de matériaux comme le métal, le bois, la céramique, la pierre, ou le plexiglas. Les matériaux sont simplifiés, dépouillés dans une recherche complexe d'agencement et de composition purement formelle.
Le sculpteur Sandonato accepte le mandat assigné par l'APPI et il développe des sculptures ayant pour objet de rendre hommage à la communauté des Italiens et au grand voyage de migration vers le Nord. Il conçoit les demi-voiles qui symbolisent les voiliers des bateaux qui amenaient les immigrants italiens au Canada.
Afin d’obtenir l’approbation finale de la Ville pour l’installation des demi-voiles dans le quartier, l’Association, accompagnée de Pierlucio et d’Aurelio, fabrique une maquette grandeur nature de la sculpture. Ils se baladent toute une journée dans le quartier afin de prouver que celle-ci n'obstrue pas la vue et ne nuit pas à la circulation. Après cette journée laborieuse, les demi-voiles sont officiellement approuvées.
L’installation débute sur le boulevard Saint-Laurent pour ensuite s'étendre vers les rues périphériques du quartier.

## Histoire des Arches
La première phase du projet d’aménagement étant désormais complétée, les membres de l’Association de la Petite-Italie désirent amorcer la seconde et la troisième phase du projet.
En 2001, la seconde phase repose sur la construction des portes de la Petite-Italie sur le boulevard Saint-Laurent. À nouveau, l'Association fait appel à l’artiste Aurelio Sandonato pour la conception de la maquette. L’atelier Cardin + Ramirez Architectes, en collaboration avec Pierlucio Pellissier, obtient le mandat pour la réalisation structurale.
La représentation des portes d’entrée est un sujet de discussion animée, qui nécessite la négociation entre plusieurs visions, entre les membres de l’association et les fonctionnaires de la Ville de Montréal.
Le choix des matériaux est également question qui fut débattue. Malgré le désir de réaliser des portes d’entrée en marbre, celles-ci seront construites en granit en raison de la matérialité du marbre. C’est une pierre poreuse et sa composition ne réagira pas bien aux changements de températures propres à l’hiver québécois.
Pour la troisième phase, le projet d’aménagement prévoit l’ajout d’imposantes pièces de métal arquées sur les portes afin de les transformer en véritables arches.
Pour la construction des portes, le granit provient d’une carrière au Sri Lanka, car aucune pièce de cette grandeur n’était offerte au Canada. Le bateau transportant l’immense pièce de granit quitta le port à destination de Montréal le 9 septembre 2001. Compte tenu du pays d’origine et des attentats du 11 septembre, le bateau n’a pu accoster à destination qu’en avril 2002. Lorsque tous les morceaux furent prêts et livrés, le boulevard Saint-Laurent fut fermé pendant deux jours afin que la structure soit érigée.
Aux pieds des arches se trouvent des plaques de bronze commémoratives avec le logo de la Petite-Italie. Sur la face cachée des plaques figurent les noms des personnes grâce à qui les arches ont été érigées avec une brève histoire de la construction des structures.

## Piétonisation de la rue Dante
La quatrième phase du projet d’aménagement urbain du quartier prévoyait la transformation de la rue Dante en rue piétonne. Le mandat fut également confié à l’architecte Pellissier, qui, à l'époque travaillant pour l’atelier Cardin + Ramirez Architectes, conçoit trois magnifiques fontaines ainsi que de nombreuses statues et des pergola.
À la suite de la fin du mandat à la mairie de Pierre Bourque, à l’automne 2001, cette dernière phrase sera abandonnée.

## De l'importance des symboles visuels (arches et demi-voiles) de la Petite-Italie
Le quartier de la Petite-Italie est caractérisé par de nombreux éléments dignes d’intérêt pour leurs valeurs historiques, sociales, urbanistiques et symboliques.
Son identité apporte une valeur intrinsèque à la compréhension du territoire urbain de Montréal et à la compréhension des mécanismes d’appropriation de l'espace par les communautés d’immigration historique. Il est important de tenir compte de l’identité du quartier dans le cadre de son actualisation. Ceci permettra une consolidation authentique et transmettre aux générations futures, ainsi qu’aux touristes et résidents du quartier, une compréhension des enjeux de son histoire.
Le rôle socioculturel du quartier Petite-Italie est toujours actif pour la communauté italo-canadienne de Montréal, qui reconnait le lieu d’origine historique, le cœur psychologique et émotionnel, ou commémorer et qui réitérer les rituels sociaux en les performant.
Certains lieux emblématiques, comme les commerces historiques, le marché Jean-Talon, l’église Notre-Dame-de-la-Défense ainsi que le festival de La Semaine Italienne, se caractérisent aujourd’hui comme des lieux de rencontre d’importance culturelle et sociale pour leur rôle unificateur d’une communauté qui habite tous les coins de l’Ile de Montréal, un modèle d’intégration virtuose dans la société d’accueil québécoise.
Aujourd’hui, dans le cadre du dynamisme commercial, immobilier ainsi que socio-démographique qui règne dans le secteur, on remarque un retour des membres de la communauté italo-canadienne parmi la troisième génération.
Le sentiment d’appartenance est fort dans le quartier italien, exemple de mixité et du mariage culturel, qui a pu suivre les changements et la modernisation tout en maintenant ses traditions.
L’identité italienne demeure partie intrinsèque du visage ainsi que du rythme de vie dans quartier, et ceci participe à offrir l’expérience de la diversité dans le milieu urbain montréalais.
La Petite-Italie de Montréal et ses arches et demi-voiles représentent aujourd’hui ces legs patrimoniaux, qui, une fois réunis, démontre le caractère patrimonial unique, et non reproductible, du long mariage entre la culture du peuple migrant et celle de la société d’accueil.